# Scientific Linux
Scientific Linux (SL) és una distribució de Linux que ha estat produïda per Fermilab, CERN, DESY i per ETH Zürich. És un sistema operatiu lliure i de codi obert, que prové del programari empaquetat i mantingut per l'empresa Red Hat.
Fermilab ja tenia una distribució anomenada Fermi Linux des del 1998, que ja en les darreres versions es basava en la distribució d'assistència a llarg termini Red Hat Enterprise Linux (RHEL). El CERN també cercava crear la seva pròpia distribució basada en RHEL i va proposar a Fermilab col·laborar per desenvolupar-ne una conjuntament. Connie Sieh va ser el desenvolupador principal i el responsable darrere dels primers prototips i versions inicials. La primera versió oficial va ser la 3.0.1, alliberada el 10 de maig de 2004.
El 2015 el CERN va abandonar el projecte i va decidir treure la seva pròpia distribució, basada en CentOS (una altra distribució també derivada de RHEL).
L'abril de 2019 el Fermilab va anunciar que deixava de desenvolupar noves versions per migrar també el seu parc informàtic a CentOS a partir de la versió 8.0. Es continuaria proporcionant suport a les branques 6 i 7 fins a les dates de final de manteniment ja anunciades.

## Historial de versions
Les versions històriques de Scientific Linux són les següents. Cada versió està sotmesa a un període de proves públic abans de considerar-la definitiva.
| Versió | Nom en codi | Arquitectures | Base de RHEL | Data de sortida | Data de sortida de la RHEL | Retard |
| ------ | ----------- | ------------- | ------------ | --------------- | -------------------------- | ------ |
| 3.0.1  | Liti        | i386, x86-64  | 3.1          | 2004-05-10      | 2004-01-16                 | 106d   |
| 4      | Beril·li    | i386, x86-64  | 4            | 2005-04-20      | 2005-02-14                 | 65d    |
| 5      | Bor         | i386, x86-64  | 5            | 2007-05-14      | 2007-03-14                 | 61d    |
| 6      | Carboni     | i386, x86-64  | 6            | 2011-03-03      | 2010-11-10                 | 113d   |
| 7      | Nitrogen    | x86-64        | 7            | 2014-10-13      | 2014-06-10                 | 125d   |

### Manteniment
Es proporcionen actualitzacions de seguretat mentre Red Hat proporcioni actualitzacions i pedaços per a les versions corresponents.
| Versió | Actualitzacions plenes | Actualitzacions de manteniment |
| ------ | ---------------------- | ------------------------------ |
| 3      | 2006-07-20             | 2010-10-31                     |
| 4      | 2009-03-31             | 2012-02-29                     |
| 5      | Q1 2014                | 2017-03-31                     |
| 6      | Q2 2017                | 2020-11-30                     |
| 7      | Q4 2019                | 2024-06-30                     |